# Dominik Benedikt von Weber
Dominik Benedikt von Weber (* 8. Mai 1689 in Schwyz; † 15. März 1766 ebenda) war ein Schweizer Naturwissenschaftler.

## Leben
Weber war der Sohn des Arztes und Politikers Jakob von Weber und stammte aus der Schwyzer Landleutefamilie Weber. Webers frühe Ausbildung ist unbekannt. Er beherrschte jedoch acht Sprachen. Durch seinen Bruder, den Kapuzinerpater Apollinaris von Weber, kam er nach Warschau. Dort stieg er zum Oberst auf, wurde Hofkammerherr und Hofrat beim Prinzen Jakob Louis Heinrich Sobieski, bei dem sein Bruder Hofgeistlicher war, sowie später Prinzenerzieher des späteren polnischen Königs Stanislaus August Poniatowski. Er erhielt vom polnischen König und vom russischen Zaren jeweils ein Adelsdiplom. 
Später kehrte er zurück an den Familiensitz in Schwyz. Dort übernahm er, wie für Mitglieder der Familie üblich, öffentliche Ämter, so war Siebner- und Neunerrichter. Hauptsächliche widmete er sich der Mathematik, der Astronomie und den Naturwissenschaften. Ausserdem war er Mitglied des Instituts der Wissenschaften in Bologna und verfügte über eine umfangreiche Bibliothek. 
Weber besass zudem Fähigkeiten im Bereich Architektur, so entwarf er einen Bauplan für ein Spital in Schwyz, das heutige Haus Spittel in der Herrengasse 17. Auch verfasste eine Abhandlung über eine Fahrstrasse von Brunnen über den Lukmanierpass nach Biasca.
Webers Akte wird heute im Familienarchiv von Weber im Staatsarchiv Bern aufbewahrt. Der Politiker und Arzt Franz Xaver von Weber war neben Pater Apollinarius sein Bruder.